# L'Italia peggiore
| Recensione              | Giudizio |
| ----------------------- | -------- |
| Vice (Noisey)           | negativo |
| musicplace.it           | positivo |
| L'indiependente Webzine |          |
| bastonate.com           | negativo |
| SentireAscoltare.com    | 6.0/10   |
| Music Fanpage           | negativo |
| Rockol.it               | 2.0/5    |
| IndieForBunnies.com     |          |

L'Italia peggiore è il secondo album del gruppo bolognese Lo Stato Sociale, pubblicato da Garrincha dischi il 2 giugno 2014.

## Descrizione

### Registrazione
La scrittura dei provini è iniziata a fine 2012, nell'estate 2013 è iniziata la pre-produzione e nell'ottobre 2013 si sono svolte le registrazioni con Matteo Romagnoli e Francesco Brini presso lo Spectrum Studio di Bologna.

### Art work
Le illustrazioni sulla doppia copertina sono delle illustrattrici Cristina Amodeo, Fada Full, Martina Galetti, Kerin, Cristina Spanò ed Elisabetta Percivati. La grafica e l'imballaggio sono stati curati da Elia Della Casa.

### Promozione e distribuzione
Il primo singolo C'eravamo tanto sbagliati è stato annunciato il 3 aprile 2014 sulla pagina Facebook del gruppo musicale, il 14 aprile è stato reso disponibile su iTunes in anteprima diventando il brano più venduto in Italia. Il 16 aprile è stato diffuso in anteprima sul sito del Corriere della Sera il videoclip promozionale realizzato da Studio Croma e Articolture in collaborazione con Frog's Film per la regia di Guglielmo Trautvetter, l'animazione di Giacomo Giuriato, le scenografie di Pier Paolo Paganelli e le sculture di Matteo Burani.
Alla promozione dell'album ha contribuito anche l'allora deputato dem Pippo Civati, con un video pubblicato sul suo canale YouTube in cui invita a scaricare il singolo C'eravamo tanto sbagliati.
Il secondo singolo è il brano Questo è un grande Paese diffuso in anteprima streaming il 30 aprile 2014 sul sito de Il Fatto Quotidiano, insieme a un videoclip realizzato dal fumettista Simone Albrigi, conosciuto con lo pseudonimo di Sio. Viene ufficialmente pubblicato il 1º maggio attraverso il canale YouTube dell'etichetta Garrincha Dischi. Lo stesso giorno parte il nuovo tour del gruppo.
L'album viene reso disponibile per il preordine su iTunes l'11 maggio 2014.
L'uscita viene anticipata da un teaser trailer ideato e interpretato da Giacomo Laser in arte Christian Parigi.
L'album viene distribuito nei negozi a partire dal 2 giugno 2014, festa della Repubblica Italiana. Nelle prime due settimane di vendite, le royalties di ogni disco vengono devolute interamente ad Emergency.
In proposito Alberto Guidetti, membro del gruppo, afferma: 
(Alberto Guidetti)
L'album viene presentato in giugno nelle librerie Feltrinelli di diverse città italiane: Bologna, Genova, Padova, Milano, Torino, Firenze e Roma.

## Tracce
Testi di Lodovico Guenzi, Alberto Cazzola e Alberto Guidetti, musiche di Lodovico Guenzi, Alberto Cazzola, Alberto Guidetti, Enrico Roberto, Francesco Draicchio e Matteo Romagnoli, eccetto dove indicato.
1. Senza macchine che vadano a fuoco – 3:32
2. C'eravamo tanto sbagliati – 6:24 (testo: Lodovico Guenzi, Alberto Cazzola, Alberto Guidetti, Matteo Romagnoli)
3. La musica non è una cosa seria (testo: Lodovico Guenzi, Alberto Cazzola, Alberto Guidetti, Francesco Draicchio)
4. Questo è un grande Paese (feat. Max Collini (Offlaga Disco Pax) & Piotta) – 4:22 (testo: Lodovico Guenzi, Alberto Cazzola, Alberto Guidetti, Matteo Romagnoli, Nicola Borghesi, Tommaso Zanello)
5. Piccoli incendiari non crescono – 2:37
6. Il sulografo e la principessa ballerina – 4:33
7. Forse più tardi un mango adesso – 4:40
8. La rivoluzione non passerà in TV – 3:16
9. Te per canzone una scritto ho – 4:34
10. Io, te e Carlo Marx – 3:59
11. Dozzinale – 2:01
12. Instant Classic (feat. Caterina Guzzanti) – 3:24 (testo: Lodovico Guenzi, Alberto Cazzola, Alberto Guidetti, Matteo Romagnoli, Nicola Borghesi)
13. In due è amore in tre è una festa – 2:48
14. Linea 30 – 4:55

## Formazione
Gruppo
- Alberto Cazzola - voce, basso
- Francesco Draicchio - sintetizzatore, voce
- Lodovico Guenzi - voce, chitarra, pianoforte, sintetizzatore
- Alberto Guidetti - drum machine, sintetizzatore, voce
- Enrico Roberto - voce, sintetizzatore

Altri musicisti
- Max Collini (Offlaga Disco Pax) - voce in Questo è un grande paese
- Caterina Guzzanti - voce in Instant classic
- Tommaso Zanello - voce in Questo è un grande paese

## Classifiche
| Classifica (2014) | Posizione massima |
| ----------------- | ----------------- |
| Italia            | 11                |